# Lâm (nước)
Lâm (tiếng Trung: 林) là một phiên thuộc của nhà Châu, nằm ở địa phận Uy Hải hiện nay.

## Lịch sử
Nước Lâm tồn tại xuất từ thời Tây Châu cho đến Xuân Thu Chiến Quốc, nhưng cứ liệu về Chu phiên này chủ yếu lưu trong Sử ký Tư Mã Thiên và cả Vĩnh Lạc đại điển, mặc dù không nhiều.
Cơ Bí (姬庳) là con thứ của Bá Ấp Khảo, vì cha không còn nên cũng như người anh trưởng, ông được ăn lộc 1 vạn hộ. Tuy nhiên, Sử ký nói ông bị mắc lỗi nên phải lưu đày 11 năm ở "hẻm núi phía Đông" (không rõ cụ thể nơi nào). Tại đây, Cơ Bí khẩn hoang lập ấp, truy tập lưu dân để gầy dựng thành quách, vừa chống hải khấu vừa làm chốn ở lâu dài.
Vĩnh Lạc đại điển có chép lời Vương An Thạch ví truyện xưa người nước Lâm là Cơ Tiến (姬洊; có thể là vua nước này): "Thần nghe, đời Xuân Thu có Cơ Tiến nước Lâm bắt chim âu mà ăn, quanh năm dạy dân quăng chài mà nhà nhà no đủ. Nay nước Liêu gây cùng khốn trong ngoài, há dễ quan gia nghe bọn xiểm nịnh mà vui với cái lợi trước mắt ư ?".
Vào năm 499 TCN, Tề Cảnh công sai trưởng tử (khuyết danh) đem 50 kị binh tiến đánh nước Lâm, quân chủ nước này là Cơ Vi (姬圍) nghe thanh thế đã vội dâng thành. Đủ thấy, Lâm là nước nhỏ không có khả năng tự vệ.
Sau khi vong quốc, người nước Lâm lấy quốc danh làm họ. Nhà Tề đổi thành Uy Hải phiên trấn, lại cho gia cố hai vòng quách để ứng phó nạn hải khấu từ biển Hoa Đông, nay còn vết tích.